# Wu-Tang Forever
Wu-Tang Forever – drugi album w dorobku zespołu Wu-Tang Clan. Został wydany w 1997 roku nakładem wytwórni Loud. Jest to album dwupłytowy.

## Historia powstania albumu
Po wydaniu w 1993 roku swojej pierwszej płyty, Enter the Wu-Tang (36 Chambers), członkowie zespołu poświęcili się nagrywaniu płyt solowych i uczestnictwu w innych projektach muzycznych. W końcu, po czterech latach, powrócili wspólnie albumem "Wu-Tang Forever".

## Lista utworów
| CD 1 | CD 1                                                                      | CD 1           | CD 1    |
| Nr   | Tytuł utworu                                                              | Producent      | Długość |
| ---- | ------------------------------------------------------------------------- | -------------- | ------- |
| 1.   | „Wu-Revolution” (gośc. Popa Wu, Uncle Pete)                               | RZA            | 6:17    |
| 2.   | „Reunited” (gośc. Ms. Roxy)                                               | RZA            | 5:23    |
| 3.   | „For Heaven’s Sake” (gośc. Cappadonna)                                    | RZA            | 4:13    |
| 4.   | „Cash Still Rules / Scary Hours (Still Don't Nothing Move But The Money)” | 4th Disciple   | 3:01    |
| 5.   | „Visionz”                                                                 | Inspectah Deck | 3:09    |
| 6.   | „As High as Wu-Tang Get”                                                  | RZA            | 2:37    |
| 7.   | „Severe Punishment”                                                       | RZA            | 4:49    |
| 8.   | „Older Gods”                                                              | 4th Disciple   | 3:05    |
| 9.   | „Maria” (gośc. Cappadonna)                                                | RZA            | 2:55    |
| 10.  | „A Better Tomorrow”                                                       | 4th Disciple   | 4:55    |
| 11.  | „It's Yourz”                                                              | RZA            | 4:17    |
|      |                                                                           |                | 44:41   |

| CD 2 | CD 2                                    | CD 2                           | CD 2    |
| Nr   | Tytuł utworu                            | Producent                      | Długość |
| ---- | --------------------------------------- | ------------------------------ | ------- |
| 1.   | „Intro”                                 | RZA                            | 2:02    |
| 2.   | „Triumph” (gośc. Cappadonna)            | RZA                            | 5:38    |
| 3.   | „Impossible” (gośc. Tekitha)            | 4th Disciple (koprodukcja RZA) | 4:28    |
| 4.   | „Little Ghetto Boys” (gośc. Cappadonna) | RZA                            | 4:49    |
| 5.   | „Deadly Melody” (gośc. Streetlife)      | RZA                            | 4:20    |
| 6.   | „The City”                              | 4th Disciple                   | 4:05    |
| 7.   | „The Projects”                          | RZA                            | 3:17    |
| 8.   | „Bells of War”                          | RZA                            | 5:12    |
| 9.   | „The M.G.M.”                            | True Master                    | 2:38    |
| 10.  | „Dog Shit”                              | RZA                            | 3:34    |
| 11.  | „Duck Seazon”                           | RZA                            | 5:42    |
| 12.  | „Hellz Wind Staff” (gośc. Streetlife)   | RZA                            | 4:52    |
| 13.  | „Heaterz” (gośc. Cappadonna)            | True Master                    | 5:26    |
| 14.  | „Black Shampoo”                         | RZA                            | 3:49    |
| 15.  | „Second Coming” (gośc. Takitha)         | RZA                            | 4:39    |
| 16.  | „The Closing”                           | RZA                            | 2:37    |
|      |                                         |                                | 1:07:08 |